# 他在逆光中告白
《他在逆光中告白》是2021年播出的中國大陸網絡劇，由搜狐視頻出品，明炎執導，曹佑寧、余玥、吳昊澤、馬昕墨、利晴天等主演。該劇，改编自弱水千流網絡小说《半吟》。講述了古靈精怪的話劇演員阮念初和智商顏值俱佳的高冷型男厲騰兩人相識相愛的故事。於2021年4月15日搜狐視頻正式上線。台灣由LINE TV播出。

## 劇情大綱
精灵古怪的话剧演员阮念初和双商颜值俱佳的高冷型男厉腾意外相遇，厉腾在危机之中救阮念初于水火，两人彼此心生好感，但生活轨迹不同，二人一别两宽。五年后，一场重逢打破了阮念初的生活，二人感情急速升温，却遭遇重重阻碍，化解一次次误会和危机后，二人执子之手背水一战，共同破解了反派的阴谋，回归了平凡又幸福的生活。

## 演员列表

### 主要演员
- 曹佑寧 飾 厲騰/LEE

雲泰安保公司負責人，雙商顏值俱高的高冷型男，在危機中救阮念初於水火，兩人彼此心生好感，但是他卻「犧牲」了。
5年後，兩個人再次相遇，但是厲騰卻裝作不認識她，對她極其高冷，實際上，厲騰是為了保護她。
- 余玥 飾 阮念初

熹微話劇社的女演員，性格直爽酷颯，樂觀積極，有著過目不忘的超強大腦。5年前，她到泰城海邊拍攝畢業創作，卻在獨自返回住所途中被海浪捲入水中，恰巧被一名叫LEE的男子遇見並救起，
經過幾天的朝夕相處，LEE在阮念初心中留下難以磨滅的印象，但兩人遇到變故分別，阮念初非常傷心，帶著LEE心愛的勿忘我盆栽回到故鄉雲城，回歸普通生活，但卻不時想起那個叫LEE的男子。
- 吴昊泽 饰 江浩

厲騰安保隊的一員，特種兵出身，看起來慫慫弱弱，實則武力值、智力值雙高，對哥們有情有義，隊員因意外離世，他便把女兒收養在自己身邊，在這過程中也邂逅了自己的愛情。
- 马昕墨 饰 乔雨霏

阮念初的好姐妹，性格大喇喇，因受到江浩的保護，對江浩暗生情愫，和江浩是一對歡喜冤家。
- 吴幸键 饰 托里

5年前，被厲騰收留。收留的過程中愛上了阮念初。
- 利晴天 饰 陈国志

擁有「雙重身份」的角色，看似穩重實則受人擺布。
- 徐多多 饰 星星

因為在出生前，父親就離世了，所以把江浩當成自己的爸爸。替江浩擋下了許多女人。

### 其他演員
- 丁绮 饰 何丽华
- 徐沁 饰 杨诗琪
- 孙熹之 饰 王子帅
- 罗嘉孟 饰 高博
- 李炎峰 饰 何虎
- 张元帅 饰 石头

### 特別出演
- 傅迦 饰 阮爸
- 马丽 饰 阮妈
- 那威 饰 团长
- 汤加文 饰 瓦莎

## 電視劇歌曲
| 曲別   | 歌名 | 演唱者 | 作詞          | 作曲   |
| 片尾曲 | 侧脸 | 魏语诺 | 宜寶          | 脫景麟 |
| 插曲   | 匿   | 趙文辰 | 孙艾藜 王乙庆 | 孙艾藜 |
| 插曲   | 星河 | 茜西   | 孙艾藜 王乙庆 | 孙艾藜 |